# Жизнь и смерть Пушкина
«Жизнь и смерть Пу́шкина» (1910) — немой художественный короткометражный фильм Василия Гончарова.
Фильм вышел на экраны в России 21 августа (3 сентября) 1910 года.
По указанию «Пушкинского кинословаря»: единственная ранняя кинокартина из пушкинской серии, сохранившаяся с подлинными надписями. Вступительные титры восстановлены в Госфильмофонде. Фильм хранится в Госфильмофонде.

## В ролях
- Владимир Кривцов — Александр Сергеевич Пушкин
- Владимир Марков — Пушкин-лицеист

## Сюжет
Сюжет представляет собой последовательность киноиллюстраций к отдельным моментам жизни Александра Пушкина.
- Маленький Пушкин с няней.

- Пушкин в Лицее на перемене читает товарищам свои стихи.

- Пушкин на экзамене читает свои стихи Державину.

- Пушкин читает свои стихи Жуковскому, Карамзину, Гоголю, Грибоедову, Кольцову, Крылову и Вяземскому.

- Пушкин на аудиенции у императора Николая I.

- Званый вечер, на котором Пушкин вызывает на дуэль Дантеса.

- Дуэль на Чёрной речке.

- Пушкин получает письменное прощение от Николая I и умирает.

Гончарову пришла богатая мысль воспроизвести для синематографа биографию великого русского поэта, и картина «Жизнь и смерть Пушкина» знакомит нас с интересными моментами из жизни поэта. Нам показали дом, где родился Пушкин; сцену, когда Саша слушает сказки своей няни, годы его в лицее, чтение стихов в кругу писателей, среди которых узнаём Гоголя, Жуковского, Карамзина и др. Далее видим Пушкина у императора Николая I, вечер у Пушкина в доме, когда завязывается роковая для него сцена с Дантесом, его дуэль с Дантесом, и последовавшая вследствие полученной раны смерть поэта.
Поэзия Пушкина — это его жизнь. Перед нами и развертываются главные моменты жизни поэта. Детство. Пушкин, воспитание которого велось «на французский Мане», слушает сказки няни Арины Родионовны. Учится у старухи русской речи, учится любить родину. Нянины сказки воскрешают перед ним чудесный мир грёз. Пушкин в Лицее. Талант пробуждается, Пушкин часто погружается в творчество. Даже среди игр и забав его посещают минуты вдохновения. Публичный экзамен. Сам Державин растроган, прослушав стихотворение Пушкина. Он подходит, чтобы обнять молодого поэта. Но Пушкин, сконфузившись, убегает из экзаменационного зала. Пушкин на широкой дороге жизни. Он уже пользуется известностью. Имя его у всех на устах. Жуковский, Карамзин, Дмитриев — его друзья. Но терниста дорога жизни… Пушкин прогневал влиятельных лиц своими злыми эпиграммами, и его высылают на юг. Лучшая пора творчества Пушкина… Пушкин возвращается в Петербург. Он получает аудиенцию у государя. Женитьба на красавице Гончаровой. Пустая светская жизнь. Светские сплетни, очернившие жену. И, наконец, — Ужасная дуэль с кавалергардским поручиком Дантесом. Пушкин на смертном одре… Прощение поэта государем.

## Критика
«… лента, вызвавшая в 1910 году возмущение большей части просвещённой России. Речь идёт о фильме „Жизнь и смерть А. С. Пушкина“, поставленном Василием Гончаровым. Он охватывал все вехи биографии поэта: от детских лет до смертного одра. Юного Сашу играл толстый актёр с приклеенным носом и бакенбардами „под Пушкина“. Появляясь при дворе, поэт угодливо кланялся вельможам без разбора чинов и возраста. В гостях у Пушкина 1830 года можно видеть рядом с ним уже убитого Александра Грибоедова и Николая Гоголя, с которым поэт ещё не был знаком. Посещение Пушкиным, с портфелем под мышкой, государя Николая I заканчивалось поцелуями рук монарха. Убогость технических средств, декларативное невежество, историческая ложь — всё это создало фильму самую дурную репутацию на десятки лет. „На редкость пошлое и лживое действо, марающее грязью нашего великого соотечественника“. Так писали об этой ленте и до, и после 1917 года».
По указанию «Пушкинского кинословаря»: несмотря на примитивность постановки и актерской игры и отрицательные отзывы печати, картина долго не сходила с экрана.